# Zoufalé manželky
Zoufalé manželky (v anglickém originále Desperate Housewives) je americký komediální seriál vytvořený Marcem Cherry a společnosti ABC. V roce 2005 a 2006 Zoufalé manželky vyhrály Zlaté glóby v kategorii “Nejlepší Tv seriál – muzikál nebo komedie" a v roce 2005 vyhrála Teri Hatcherová Zlatý glóbus jako “nejlepší hlavní představitelka”.
Seriál se odehrává v ulici Wisteria Lane, na předměstí fiktivního amerického města Fairview v Eagle State. Přináší humorný pohled na předměstí, kde intimní životy žen v domácnosti nejsou vždy takové, jaké se zdají na první pohled.
Pilotní díl byl odvysílán 3. října 2004 v USA a sledovalo ho 23 milionů diváků. Poslední díl seriálu byl odvysílán 13. května 2012. Seriál v České republice vysílala Prima a Prima Love.
Seriál popisuje život skupiny žen, tak jak ho viděla jejich mrtvá sousedka, která se zastřelila v prvním díle. Děj nám ukazuje třináct let života 4 ústředních ženských postav a jejich rodin.

## Postavy a obsazení
| Postava                        | Herec                   | Český dabing        |
| ------------------------------ | ----------------------- | ------------------- |
| Bree Van de Kampová / Hodgeová | Marcia Crossová         | Lucie Juřičková     |
| Rex Van de Kamp                | Steven Culp             | Lukáš Hlavica       |
| Andrew Van de Kamp             | Shawn Pyfrom            | Radek Škvor         |
| Danielle Van de Kampová        | Joy Lauren              | Kristýna Skalová    |
| Susan Mayerová / Delfinová     | Teri Hatcherová         | Dana Černá          |
| Julie Mayerová                 | Andrea Bowen            | Kristýna Valová     |
| Lynette Scavová                | Felicity Huffmanová     | Ivana Milbachová    |
| Tom Scavo                      | Doug Savant             | Bohdan Tůma         |
| Gabrielle Solisová / Langová   | Eva Longoria            | Tereza Bebarová     |
| Carlos Solis                   | Ricardo Antonio Chavira | Martin Stránský     |
| Mary Alice Youngová            | Brenda Strong           | Dagmar Čárová       |
| Paul Young                     | Mark Moses              | Pavel Šrom          |
| Zachary Young                  | Cody Kasch              | Petros Alexandridis |
| Edie Brittová                  | Nicollette Sheridan     | Martina Menšíková   |
| Mike Delfino                   | James Denton            | Jan Šťastný         |
| Karl Mayer                     | Richard Burgi           | Daniel Dítě         |
| John Rowland                   | Jesse Metcalfe          | Martin Písařík      |
| George Williams                | Roger Bart              | Pavel Vondra        |
| Orson Hodge                    | Kyle MacLachlan         | Marcel Vašinka      |
| Ian Kavanaugh                  | Dougray Scott           | Ivan Jiřík          |
| Renne Perryová                 | Vanessa Williams        | Vanda Hybnerová     |

| Postava                        | Představitel            | Řady            | Řady            | Řady            | Řady            | Řady            | Řady            | Řady            | Řady            |
| Postava                        | Představitel            | 1               | 2               | 3               | 4               | 5               | 6               | 7               | 8               |
| ------------------------------ | ----------------------- | --------------- | --------------- | --------------- | --------------- | --------------- | --------------- | --------------- | --------------- |
| Susan Mayerová / Delfinová     | Teri Hatcherová         | hlavní          | hlavní          | hlavní          | hlavní          | hlavní          | hlavní          | hlavní          | hlavní          |
| Lynette Scavová                | Felicity Huffmanová     | hlavní          | hlavní          | hlavní          | hlavní          | hlavní          | hlavní          | hlavní          | hlavní          |
| Bree Van de Kampová / Hodgeová | Marcia Crossová         | hlavní          | hlavní          | hlavní          | hlavní          | hlavní          | hlavní          | hlavní          | hlavní          |
| Gabrielle Solisová / Langová   | Eva Longoria            | hlavní          | hlavní          | hlavní          | hlavní          | hlavní          | hlavní          | hlavní          | hlavní          |
| Edie Brittová                  | Nicollette Sheridan     | hlavní          | hlavní          | hlavní          | hlavní          | hlavní          | Does not appear | Does not appear | Does not appear |
| Mike Delfino                   | James Denton            | hlavní          | hlavní          | hlavní          | hlavní          | hlavní          | hlavní          | hlavní          | hlavní          |
| Rex Van de Kamp                | Steven Culp             | hlavní          | vedlejší        | hostující       | Does not appear | hostující       | Does not appear | hostující       | hostující       |
| Carlos Solis                   | Ricardo Antonio Chavira | hlavní          | hlavní          | hlavní          | hlavní          | hlavní          | hlavní          | hlavní          | hlavní          |
| Paul Young                     | Mark Moses              | hlavní          | hlavní          | vedlejší        | Does not appear | Does not appear | hostující       | hlavní          | hostující       |
| Mary Alice Youngová            | Brenda Strong           | hlavní          | hlavní          | hlavní          | hlavní          | hlavní          | hlavní          | hlavní          | hlavní          |
| Julie Mayerová                 | Andrea Bowen            | hlavní          | hlavní          | hlavní          | hlavní          | vedlejší        | vedlejší        | vedlejší        | vedlejší        |
| John Rowland                   | Jesse Metcalfe          | hlavní          | vedlejší        | vedlejší        | vedlejší        | Does not appear | vedlejší        | Does not appear | Does not appear |
| Zach Young                     | Cody Kasch              | hlavní          | hlavní          | vedlejší        | Does not appear | Does not appear | Does not appear | vedlejší        | Does not appear |
| Betty Applewhite               | Alfre Woodard           | vedlejší        | hlavní          | Does not appear | Does not appear | Does not appear | Does not appear | Does not appear | Does not appear |
| Tom Scavo                      | Doug Savant             | vedlejší        | hlavní          | hlavní          | hlavní          | hlavní          | hlavní          | hlavní          | hlavní          |
| Karl Mayer                     | Richard Burgi           | vedlejší        | hlavní          | vedlejší        | vedlejší        | vedlejší        | vedlejší        | Does not appear | hostující       |
| Orson Hodge                    | Kyle MacLachlan         | Does not appear | vedlejší        | hlavní          | hlavní          | hlavní          | hlavní          | vedlejší        | vedlejší        |
| Katherine Mayfairová           | Dana Delany             | Does not appear | Does not appear | Does not appear | hlavní          | hlavní          | hlavní          | Does not appear | hostující       |
| Dave Williams                  | Neal McDonough          | Does not appear | Does not appear | Does not appear | Does not appear | hlavní          | Does not appear | Does not appear | Does not appear |
| Andrew Van de Kamp             | Shawn Pyfrom            | vedlejší        | vedlejší        | vedlejší        | vedlejší        | hlavní          | vedlejší        | vedlejší        | vedlejší        |
| Angie Bolenová                 | Drea de Matteo          | Does not appear | Does not appear | Does not appear | Does not appear | Does not appear | hlavní          | Does not appear | Does not appear |
| Ana Solisová                   | Maiara Walsh            | Does not appear | Does not appear | Does not appear | Does not appear | vedlejší        | hlavní          | Does not appear | Does not appear |
| Karen McCluskeyová             | Kathryn Joosten         | vedlejší        | vedlejší        | vedlejší        | vedlejší        | vedlejší        | vedlejší        | hlavní          | vedlejší        |
| Renee Perryová                 | Vanessa Williams        | Does not appear | Does not appear | Does not appear | Does not appear | Does not appear | Does not appear | hlavní          | hlavní          |
| Lee McDermott                  | Kevin Rahm              | Does not appear | Does not appear | Does not appear | vedlejší        | vedlejší        | vedlejší        | hlavní          | vedlejší        |
| Bob Hunter                     | Tuc Watkins             | Does not appear | Does not appear | Does not appear | vedlejší        | vedlejší        | vedlejší        | hlavní          | vedlejší        |
| Chuck Vance                    | Jonathan Cake           | Does not appear | Does not appear | Does not appear | Does not appear | Does not appear | Does not appear | vedlejší        | hlavní          |
| Ben Faulkner                   | Charles Mesure          | Does not appear | Does not appear | Does not appear | Does not appear | Does not appear | Does not appear | Does not appear | hlavní          |
| Juanita Solisová               | Madison De La Garza     | Does not appear | Does not appear | Does not appear | vedlejší        | vedlejší        | vedlejší        | vedlejší        | hlavní          |
| Danielle Van de Kampová        | Joy Lauren              | vedlejší        | vedlejší        | vedlejší        | vedlejší        | vedlejší        | hostující       | hostující       | hostující       |
| Preston Scavo                  | Brent Kinsman           | vedlejší        | vedlejší        | vedlejší        | vedlejší        | Does not appear | Does not appear | Does not appear | Does not appear |
| Porter Scavo                   | Shane Kinsman           | vedlejší        | vedlejší        | vedlejší        | vedlejší        | Does not appear | Does not appear | Does not appear | Does not appear |
| Parker Scavo                   | Zane Huett              | vedlejší        | vedlejší        | vedlejší        | vedlejší        | Does not appear | Does not appear | Does not appear | Does not appear |
| George Williams                | Roger Bart              | vedlejší        | vedlejší        | Does not appear | Does not appear | Does not appear | Does not appear | Does not appear | Does not appear |
| Matthew Applewhite             | Mehcad Brooks           | vedlejší        | vedlejší        | Does not appear | Does not appear | Does not appear | Does not appear | Does not appear | Does not appear |
| Caleb Applewhite               | Page Kennedy            | Does not appear | vedlejší        | Does not appear | Does not appear | Does not appear | Does not appear | Does not appear | Does not appear |
| Caleb Applewhite               | NaShawn Kearse          | Does not appear | vedlejší        | Does not appear | Does not appear | Does not appear | Does not appear | Does not appear | Does not appear |
| Austin McCann                  | Josh Henderson          | Does not appear | Does not appear | vedlejší        | Does not appear | Does not appear | Does not appear | Does not appear | Does not appear |
| Dylan Mayfairová               | Lyndsy Fonseca          | Does not appear | Does not appear | Does not appear | vedlejší        | Does not appear | hostující       | Does not appear | Does not appear |
| Kayla Scavová                  | Rachel Fox              | Does not appear | Does not appear | vedlejší        | vedlejší        | Does not appear | Does not appear | Does not appear | Does not appear |
| Porter Scavo                   | Charlie Carver          | Does not appear | Does not appear | Does not appear | Does not appear | vedlejší        | vedlejší        | vedlejší        | vedlejší        |
| Preston Scavo                  | Max Carver              | Does not appear | Does not appear | Does not appear | Does not appear | vedlejší        | vedlejší        | vedlejší        | vedlejší        |
| Parker Scavo                   | Joshua Logan Moore      | Does not appear | Does not appear | Does not appear | Does not appear | vedlejší        | vedlejší        | vedlejší        | vedlejší        |
| Penny Scavová                  | Kendall Applegate       | Does not appear | Does not appear | Does not appear | Does not appear | vedlejší        | vedlejší        | Does not appear | Does not appear |
| Nick Bolen                     | Jeffrey Nordling        | Does not appear | Does not appear | Does not appear | Does not appear | Does not appear | vedlejší        | Does not appear | Does not appear |
| Danny Bolen                    | Beau Mirchoff           | Does not appear | Does not appear | Does not appear | Does not appear | Does not appear | vedlejší        | Does not appear | Does not appear |
| M.J. Delfino                   | Mason Vale Cotton       | Does not appear | Does not appear | Does not appear | Does not appear | vedlejší        | vedlejší        | vedlejší        | vedlejší        |
| Penny Scavová                  | Darcy Rose Byrnes       | Does not appear | Does not appear | Does not appear | Does not appear | Does not appear | Does not appear | Does not appear | vedlejší        |

### Popis postav
Kamarádky – známé:

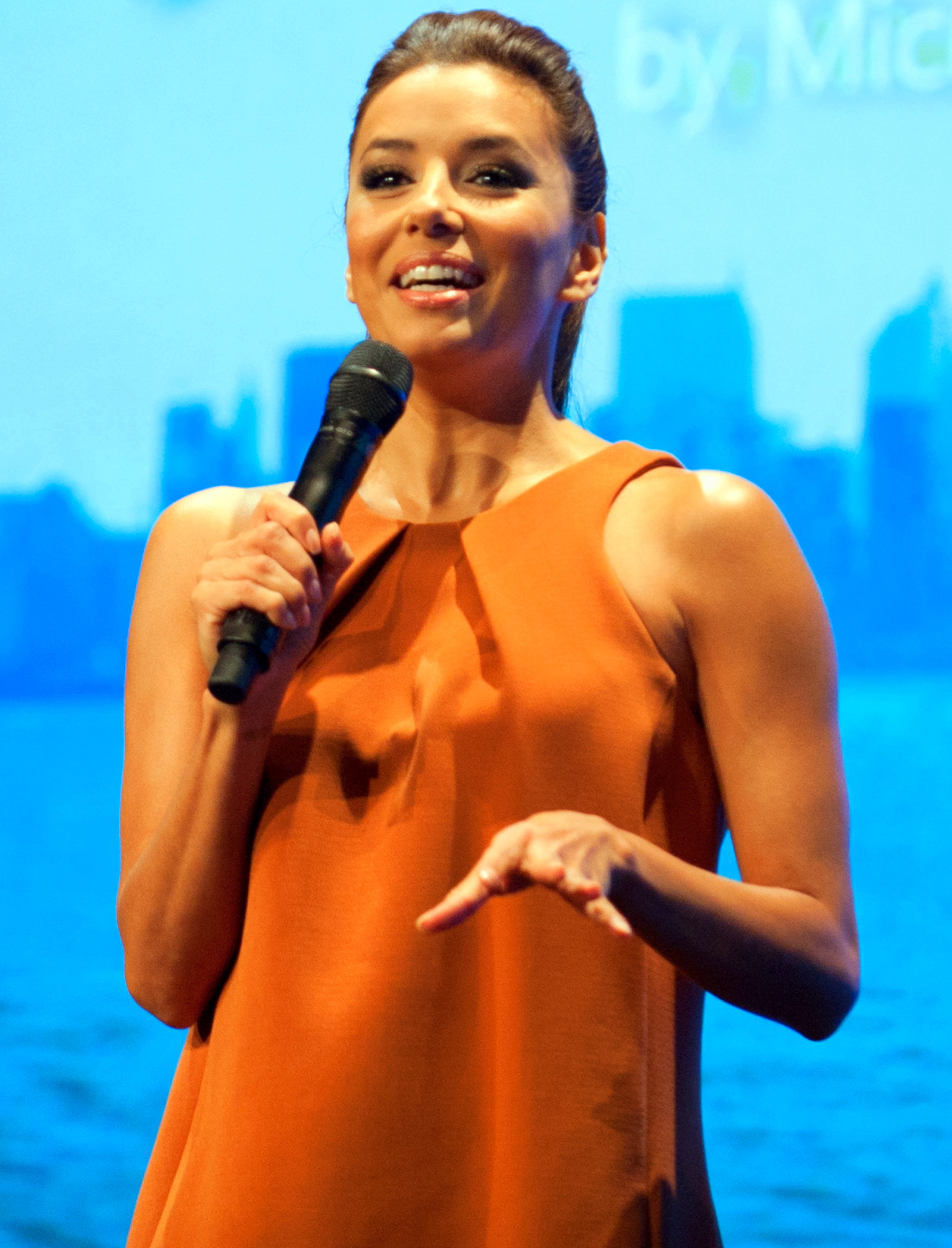
Herečka Eva Longoria, představitelka Gabrielly Solis

1. Mary Alice Young (vlast. jm. Angela) ztvárnila známá americká herečka a modelka Brenda Strong. Její postava se stala vypravěčem celého seriálu, která po sebevraždě zhlíží na život svých kamarádek ve městě Fairview. Žena, která neneusla břemeno tajemství, které se svým manželem skrývali.
2. Gabrielle Solis (roz. Marquézová) ztvárnila známá americká herečka a modelka Eva Longoria. V mládí chudá a sexuálně zneužívaná úspěšná modelka, co se později přistěhovala z New Yorku na předměstí Fairview. Své bohatství ráda dává na odiv a snaží se být tou nejvíce obdivovanou osobou a to mnohdy za vysokou daň.
3. Susan Mayer ztvárnila známá americká herečka, spisovatelka a zpěvačka Teri Hatcherová. Je rozvedená ilustrátorka dětských knih a matkou dvou dětí: Julie a Maynard s přezdívkou M.J.. Celý život se jí lepí smůla na paty. Ať se zamiluje, či jde jen vynést odpadky, „neviditelná síla zakročí“ a stane se přesně to, co nejmíň chce.
4. Lynette Scavo ztvárnila známá americká herečka Felicity Huffmanová. Je matkou 5 dětí: Preston, Porter, Parker, Penny a Paige. Předtím, než se stala matkou na plný úvazek, byla úspěšnou reklamní ředitelkou. Bojuje s pocitem, že se vzdala kariéry, kterou už nikdy nezíská zpět a i když svou rodinu miluje nadevše, tak si svou ztrátu kompenzuje jejím řízením.
5. Bree Van De Kamp ztvárnila známá americká herečka Marcia Crossová. Matka Andrew a Danielle. Je ženou v domácnosti a úspěšnou podnikatelkou. Po smrti svého manžela se jí život rozpadl a ona cyklicky propadá stavům beznaděje. Je to žena, která zastává tradiční hodnoty. Ať se stane cokoliv, Bree je vždy „dokonalá“. Od účesu, vyjadřování, po plány, které s ledovým úsměvem dotáhne do konce. Přesto, že rodina je nešťastná z života podobné z reklamy na prací prášek.
6. Edei Britt ztvárnila známá anglo-americká herečka Nicollette Sheridan. Rozvedená matka, která má syna. Bezpochyby nejdravější žena ve Fairwiew. Pokud se do ulice přistěhoval kdokoli, je to právě ona kdo zvoní proto, aby dal na odiv svá prsa (není mnoho mužů, kteří utekli jejímu chtíči).
7. Katherine Mayfair ztvárnila známá americká herečka, producentka a zdravotní aktivistka Dana Delany. Přistěhovala se a je matka dvou dětí a spolupracovnice s Bree Van De Kamp. Ctižádostivá žena, která chce být vždy nejlepší. Ovšem ne vždy ji to život dovolí a je nucena chtě nechtě podstoupit opatření.
8. Betty Applewhite ztvárnila známá americká herečka a politická aktivistka. Přistěhovala se z Chicaga a s sebou se svými syny Matthew a postiženým Caleb si přiváží tajemství, kterým chrání své dítě.
9. Karen McCluskey ztvárnila známá americká herečka Kathryn Joosten. Důchodkyně, která je vdovou a zemřel jí syn. Pro svůj nadhled, přímočarost a sarkasmus je mnohdy nenáviděnou osobou, ale má srdce vždy na správném místě.
10. Martha Huber ztvárnila známá americká herečka Christine Estabrook. Má sestru Feliciu a je to nejméně oblíbená sousedka, kterou zajímají pouze drby. Pokud je někdo na světě, kdo umí vytěžit ze špatných situací, je to právě Martha. Ovšem jednou se jí její zvědavost a dotěrnost stane osudnou. Na krátkou chvíli si dokonce dokáže najít i kamarádku, ovšem pokaždé za tím číhá vypočítavost, jak se dozvědět o pár drbů více.
11. Felicia Tilman ztvárnila známá americká herečka Harriet Sansom Harris. Její sestra je Martha. Původně zdravotní sestra, která se po ztrátě své sestry přistěhuje aby zjistila, co se stalo její sestře. Mnohdy je ochotná zvolit i nebezpečné řešení, jen aby to zjistila.
12. Angie Bolen (vlast. jm. Angela De Luca) ztvárnila známá americká herečka Drea de Matteo. Se svým manželem Nick a synem Danny se přistěhovali, aby utekli jejich tajemné minulosti.
13. Renee Perry ztvárnila známá americká herečka, zpěvačka a módní návrhářka Vanessa Williams. Je to rozvádějící se bezdětná žena, která se na Wisteria Lane přestěhuje, protože zde již žije její kamarádka ze školy Lynette Scavo.

Manželé – známí:
1. Paul Young ztvárnil známý americká herec Mark Moses.

## Schéma Wisteria Lane
Obyvatelé:

Wisteria Lane

č. p. 4347 Greenbergová – vedle manželů Solisových, na konci ulice.
č. p. 4349 Solisovi – největší a nejhonosnější dům se vždy upraveným trávníkem.
č. p. 4350 Huberová – naproti manželům Solisovým.
č. p. 4352 Youngovi – vedle p. Huberové.
č. p. 4353 Mayerovi – naproti manželům Youngovým.
č. p. 4354 Van de Kampovi – vedle Youngových.
č. p. 4355 Scavovi – vedle Mayerových.
č. p. 4356 Delfino – vedle Kampových.
č. p. 4358 McCluskeyová – vedle Delfina.
č. p. 4362 Brittová – vedle McCluskeyové.
V průběhu seriálu:
č. p. 4350 Tillmanová – 1. série.

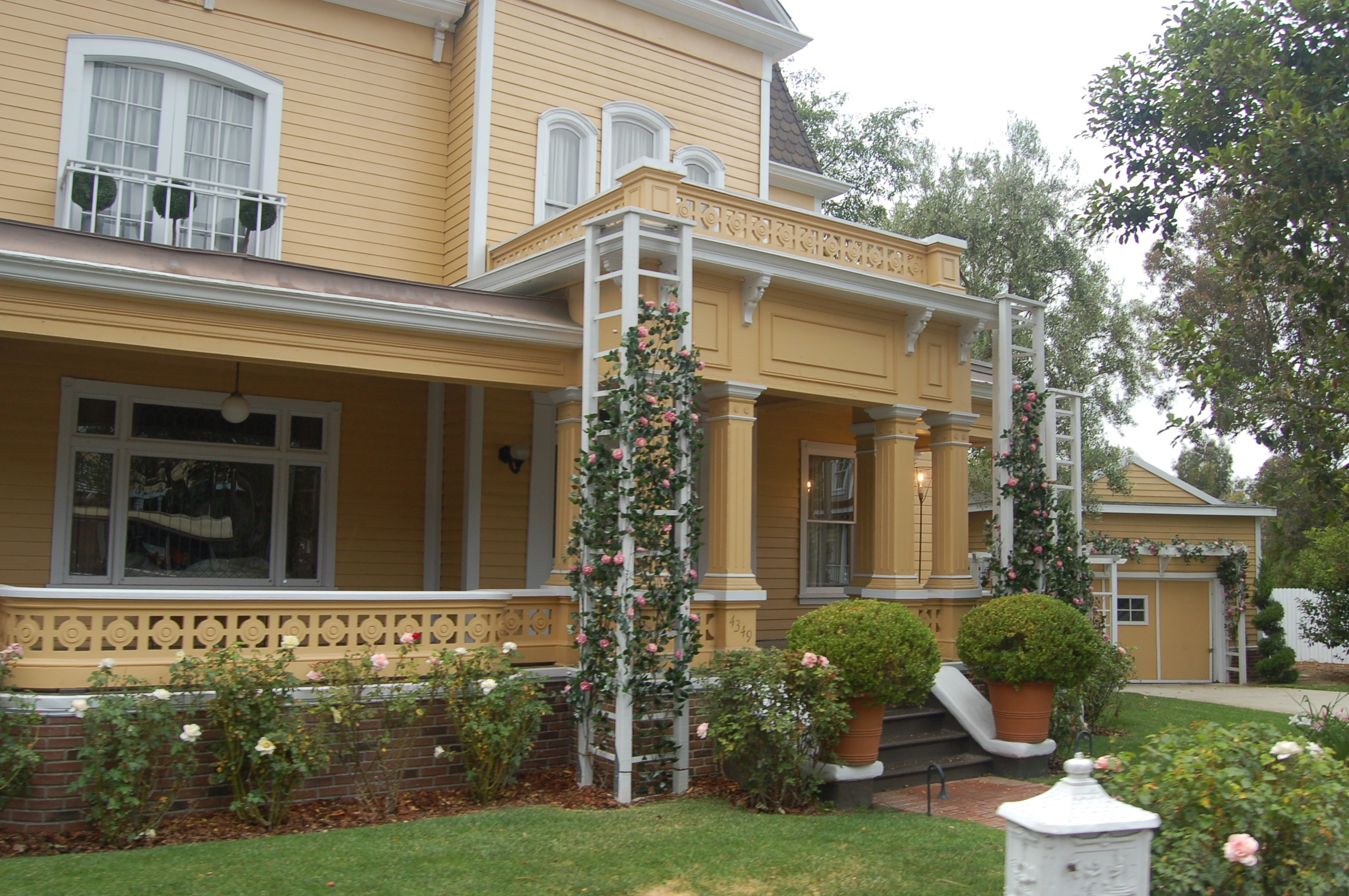
Č.P. 4349

č. p. 4351 Applewhiteovi – 2. série vedle manželů Solisových.
č. p. 4351 Hodgeovi – 3. série.
č. p. 4356 Mayfairovi – 4. série.
č. p. 4351 McDermott a Hunter – 4. série.
č. p. 4350 Cominis a Van de Kamp – 5. série.
č. p. 4352 Brittová a Williams – 5. série.
č. p. 4347 Kinská – 6. série.
č. p. 4352 Bolenovi – 6. série.
č. p. 4362 Perryová – 7. série.
č. p. 4356 Faulkner – 8. série.

## Vysílání
| Řada | Díly | Premiéra v USA | Premiéra v USA  | Premiéra v ČR    | Premiéra v ČR     |
| Řada | Díly | První díl      | Poslední díl    | První díl        | Poslední díl      |
| ---- | ---- | -------------- | --------------- | ---------------- | ----------------- |
| 1    | 23   | 3. října 2004  | 22. května 2005 | 4. září 2006     | 5. února 2007     |
| 2    | 24   | 25. září 2005  | 21. května 2006 | 12. února 2007   | 23. července 2007 |
| 3    | 23   | 24. září 2006  | 20. května 2007 | 3. března 2008   | 18. srpna 2008    |
| 4    | 17   | 30. září 2007  | 18. května 2008 | 28. srpna 2008   | 18. prosince 2008 |
| 5    | 24   | 28. září 2008  | 17. května 2009 | 17. září 2009    | 11. března 2010   |
| 6    | 23   | 27. září 2009  | 16. května 2010 | 26. srpna 2010   | 10. února 2011    |
| 7    | 23   | 26. září 2010  | 15. května 2011 | 1. prosince 2011 | 3. května 2012    |
| 8    | 23   | 25. září 2011  | 13. května 2012 | 27. září 2012    | 28. února 2013    |